# Panelák (seriál)
Panelák je slovenský televizní seriál, který se vysílal na slovenské komerční stanici JOJ. Seriál se poprvé na televizní obrazovce objevil 18. února 2008 s první epizodou s názvem Nová sousedka.
Seriál se zpočátku vysílal každý všední den večer ve 21.15, reprízy potom v 17.15, seriál se ale stával čím dál tím více úspěšnějším a začal porážet konkurenční televize, a tak se jeho vysílání přesunulo na 20.20.
Původně bylo v plánu 193 epizod, ale díky úspěchu seriálu se odvysílalo během 15 řad až 1309 epizod. Seriál se tak stal nejdéle vysílaným seriálem v historii SR, přičemž autoři po sedmi letech oznámili jeho konec. Poslední epizoda seriálu byla odvysílána 17. června 2015.
Pro seriál byl používán slogan „Panelák – miesto, kde to žije!“ Úvodní píseň k tomuto seriálu nazpívala slovenská skupina Desmod, píseň se jmenuje Lavíny. Scénáře k tomuto seriálu se ujal velmi úspěšný scenárista a dramaturg Andy Kraus, který stál u zrodu takových projektů jako jsou Uragán, Hurikán a Susedia – nejsledovanější seriál na Slovensku.
Rok a půl po skončení seriálu, 29. října 2016, televize JOJ oficiálně oznámila, že opět začala s jeho výrobou, a v roce 2017, tedy na 15. výročí televize, se Panelák znovu vrátil na obrazovky.
Televize JOJ oznámila, že 16. řada seriálu je definitivně poslední.

## Díly
| Řada | Díly | Premiéra na Slovensku | Premiéra na Slovensku |
| Řada | Díly | První díl             | Poslední díl          |
| ---- | ---- | --------------------- | --------------------- |
| 1    | 93   | 18. února 2008        | 27. června 2008       |
| 2    | 83   | 1. září 2008          | 31. prosince 2008     |
| 3    | 109  | 26. ledna 2009        | 29. června 2009       |
| 4    | 82   | 31. srpna 2009        | 31. prosince 2009     |
| 5    | 98   | 1. února 2010         | 21. června 2010       |
| 6    | 80   | 6. září 2010          | 31. prosince 2010     |
| 7    | 92   | 14. února 2011        | 23. června 2011       |
| 8    | 86   | 8. srpna 2011         | 31. prosince 2011     |
| 9    | 104  | 2. ledna 2012         | 28. června 2012       |
| 10   | 73   | 27. srpna 2012        | 31. prosince 2012     |
| 11   | 96   | 7. ledna 2013         | 21. června 2013       |
| 12   | 96   | 19. srpna 2013        | 31. prosince 2013     |
| 13   | 92   | 20. ledna 2014        | 26. června 2014       |
| 14   | 68   | 25. srpna 2014        | 22. prosince 2014     |
| 15   | 63   | 2. února 2014         | 17. června 2015       |
| 16   | 36   | 29. března 2017       | 30. srpna 2017        |

## Hrají
- Diana Mórová jako dětská psycholožka Ivana Schwarzová, exmanželka Jakuba Švehly
- Hana Gregorová jako Jarmila Švehlová, matka Jakuba Švehly
- Jakub Prachař jako tenisový trenér Michal „Míša“ Švehla, syn Jarmily Švehlové a nevlastní bratr Jakuba Švehly
- Sabrína Grláková jako Terézia „Terezka“ Švehlová, dcera Ivany Švehlové a Jakuba Švehly
- Zuzana Vačková jako Alica Rybáriková, dětská psycholožka, kolegyně Ivany Švehlové , také nadějná spisovatelka
- Matej Landl jako Egon Rosental, podnikatel, spolumajitel firmy s Jakubem Švehlou, expartner Alice Rybárikové
- Braňo Bystriansky jako Imrich „Imro“ Bystrický, barman v baru
- Daniela Mackovicová Angelika Bystrická, Imrova žena
- Mirka Partlová jako Mária „Angie“ Kordiaková, barmanka z baru v paneláku, exmanželka Karola Mázika, exmanželka Milana Kordiaka
- Alexander Bárta jako Milan Kordiak, „podnikatel“ na hraně zákona
- Anna Sakmárová jako Anička Maslovičová, sestra Marcela Masloviča
- Róbert Jakab jako Karol Mázik, bývalý partner Agáty Fodrászové a exmanžel Angie, exmanžel Daniely „Danice“ Mázikové
- Danica Jurčová jako Daniela „Danica“ Máziková, exmanželka Karola Mázika
- Lukáš Hoffman jako Luky
- Tomáš Pokorný jako Vilo
- Juraj Rašla jako Miloš „Zolo“ Vavro
- Milo Kráľ jako bodyguard Tomy Weis
- Sára Suchovská jako Paula Paštalírová
- Tomáš Maštalír jako Ivan Paštalír, otec Pauly a nevlastní bratr Milana Kordiaka
- Leo jako pes Leo
- Vlado Černý jako důchodce Igor Molnár
- Hana Gajdošová-Letková jako Oľga „Olinka“ Molnárová
- Michaela Javorčeková jako Michaela „Miška“ Bajzová, dcera Michala Bajzy a Zuzany Bajzové
- Marián Miezga jako gynekolog Michal Bajza, exmanžel Zuzany Bajzové, expartner Ivany Švehlové, partner Silvii „Silvinky“ Meszárošové
- Marcel Ochránek jako Július „Julo“ Prieložný
- Lucia Lapišáková jako Ingrid „Inge“ Prieložná
- Katarína Krajčovičová jako Mirka Prieložná
- Samuel Papp jako Adam Prieložný
- Katarína Šafaříková jako Lucia, milenka Jula Prieložného
- Dagmar Duditšová jako Monika „Monča“ Rovná, sestra Soně Jančové, švagrová Dušana Janča
- Lujza Garajová Schrameková jako zubařka Timea Kirschner, ordinaci má vedle baru
- Katarína Jančula jako Katka, zdravotní sestra v ordinaci zubařky Kirschner
- Natália Germániová jako Jana „Pamela“ Šrameková
- Anna Nováková jako Dana „Bridget“ Šrameková
- Bronislava Kováčiková jako Lea Martinkova
- Andy Kraus jako Alexander „Alex“ Božský, milenec Ivany Švehlové

## Seriál již opustili
- Juraj Slezáček jako profesor kunsthistorie v důchodu Emil Blichár
- Božidara Turzonovová jako manželka Emila Blichára a bývalá herečka Jana „Janka“ Nitschneiderová
- Klork jako Dunčo
- Ivan Romančík jako Laco Hoffstätter, Hoffin otec
- Zuzana Fialová jako Ingrid „Hoffa“ Švehlová rozená Hoffstätterová (čti Hofšteterová), doktorka na gynekologii, manželka Jakuba Švehly
- Ján Koleník jako Macel „Maslák“ Maslovič, někdejší spolužák Milana Kordiaka, který spolupracuje s podsvětím
- Milan Ondrík jako Noro
- Juraj Bača jako vyšetrovatel Albert Bárta
- Felipe Fernandéz jako Ali Bárta, syn Alberta Bártu
- Michaela Majerníková jako policistka Judita Vargová
- Dominika Richterová jako Ruženka Richterová, barmanka v baru
- Martin Madej jako Peter Richter, bratr Ruženy
- Helena Geregová jako Magda
- Petra Bubeníková jako Petra, recepční na klinice Michala Bajzy
- Petra Milerová jako Lenka
- Kristína Turjanová jako Silvia „Silvinka“ Meszárošová, sestřička a obchodní partnerka v soukromé gynekologické ordinaci Michala Bajzy, bývalá partnerka Milana Kordiaka a Jakuba Švehly, partnerka Michala Bajzy
- Lucia Lužínská jako Klárika
- Gabriela Marcinková jako Barbora Valentová, opatrovatelka Bajzovy dcery Michaely, dcera Andrey Cinege, kterou našla po 25 letech
- Jozef Vajda jako Juraj „Goran“ Vrblický
- Sylvain Machac jako Frederik Bača, manžel Denisy Bláhové
- Andrea Karnasová jako Denisa Bačová, rozená Blahová, barmanka v baru, bývalá partnerka Lucie Rockové
- Zuzana Mauréry jako Júlia „Julka“ Féderová, dětská psycholožka, kolegyně Ivany Schwarzové
- Martin Trnavský jako Zdeněk Urban, partner Júlie Féderové
- Igor Kasala jako Féder, bývalý muž Júlie Féderové
- Gregor Hološka jako Martin „Maťo“
- Viki Ráková jako Agáta Fodrászová
- Eva Vejmělková jako Milica, exmanželka Miloša Vavru
- Alžbeta Stanková jako Alžbeta „Betka“ Kittlerová, manažerka gynekologické kliniky, bývalá milenka Michala Bajzy, mají spolu dceru Alžbetu
- Marko Igonda jako gynekolog Tibor Fábry, někdejší spolužák Michala Bajzy, byl na stáži v Americe, ale teď se vrátil zpět, je také snoubencem Ivany Schwarzové
- Daniel Žulčák jako MUDr. Daniel Mráček, doktor na klinice Michala Bajzy
- Pavol Topoľský jako Jozef „Jožko“ Cinege, bývalý údržbář na soukromé gynekologické klinice a má dvě dcery Renči a Inči
- Zuzana Tlučková jako Andrea „Ajuška“ Cinege, vrchní sestra na soukromé gynekologické klinice, manželka Jozefa Cinegeho
- Zuzana Šebová jako Ingrid „Inči“ Pečátková, manželka Yogiho a májí spolu dcérku Valentinku
- Michal Kubovčík jako Jozef „Jogi“ Pečátka, manžel Inči
- Zuzana Porubjaková jako Renáta „Renči“ Cinege, sestra Inči
- Svätoplúk Malachovský jako dělník Imré Nagy
- René Štúr jako dělník Gejza Lakatoš
- Barbora Andrešičová jako Inéz
- Adela Mojžišová jako Mária Malá, sestrička na gynekologii, exmanželka Filipa Malého, dcera doktora Tibora Fábryho
- Peter Sklár jako doktor Filip Malý, kamarád Michala Bajzy, exmanžel Márie Malé
- Lenka Barilíková jako Viola Dušičková
- Monika Potokárová jako Rebeka Dušičková
- Samuel Abrahám jako Ondrej Dušička
- Štefan Skrúcaný jako Fedor Rovný, manžel Moniky Rovné
- Roman Luknár jako architekt Dušan „Dudko“ Jančo
- Zuzana Haasová jako architektka Soňa Jančová, manželka Dušana Janča
- Samuel Spišák jako Patrik „Paťo“ Jančo, syn Dušana Janča, student architektury
- Jana Kovalčíková jako Romana Orgovánová, partnerka Patrika Janča
- Elena Podzámska jako Nina, exmanželka Michala Bajzu
- Juraj Šimko jako Milanův otec (Starý Kordiak)
- Karin Haydu jako Daniela Kordiaková, exmanželka Milana Kordiaka
- Vladimír Kobielsky jako Jakub Švehla, analytik IT, posléze pojišťovací agent a podnikatel, byl zavražděn
- Radoslav Brzobohatý jako Jakub Švehla St., otec Jakuba Švehlu
- Filip Tůma jako Richard Tóth, barman v baru
- Ľubomír Paulovič jako Peter Fodrász starší, otec Agáty Fordászové
- Peter Oszlík jako Peter Fodrász mladší
- Dominika Kavaschová jako Mirka, Norova sestra
- Monika Haasová jako Iveta
- Henrieta Mičkovicová jako bývalá manželka Michala Bajzy, zemřela při tragické nehodě
- Dušan Vaňo jako kněz René
- Lukáš Latinák jako Miloš Straka
- Ivana Kuxová jako doktorka Dominika Maslovičová, exmanželka Marcela „Masláka“ Masloviče
- Lucia Šipošová jako upratovačka Vierka Fekiáčová
- Zuzana Kocúriková jako Gizela Malá
- Veronika Paulovičová jako masérka Ria
- Soňa Petrillová jako Rita Pichlová
- Marek Majeský jako Ed
- Helena Krajčiová jako druhá majitelka baru v paneláku Lucia Rocková (čti „Roková“), nyní bydlí v Praze
- Milena Minichová jako Ukrajinka Oxana, dočasná milenka Jakuba Švehly, srazilo ji auto
- Marta Potančoková jako Natália
- Ivo Gogál jako Mede
- Barbora Švidraňová jako Zdenka
- Erika Havasiová jako Barča
- Kristína Svarinská jako Nika
- Dušan Szabó jako Stanislav Liška
- Danica Matušová jako Mia Lišková, expartnerka Patrika Janča, mají spolu dcéru Miu
- Zuzana Marušinová jako Zuzka
- Luba Konrádová jako Luba Pekníková
- Michal Hudák jako Stanislav „Stano“ Slušný, vlastnoručně vyrábí figuríny do značkových butiků ve Vídni
- Naďa Vladařová jako Simona Slušná, manželka Stanislava Slušného
- Jana Valocká jako upratovačka Kvetka
- Ondrej Koval jako Július „Ďusi“ Polák, architekt, kamarád Soně Jančové
- Zuzana Norisová jako Katarína „Kitty“ Poláková, manželka Júliuse „Ďusiho“ Poláka
- Petra Blesáková jako Natália „Nataly“ Maslovičová, marketingová ředitelka soukromé kliniky, exmanželka Masláka
- Katarína Ivanková jako Lara
- Mary Havranová jako Adela
- Eva Sakálová jako Eva
- Michal Novák jako Jurij
- Ivan Vojtek jako Oscar Orgován, otec Romany, Paťové současné partnerky, vlivný a nebezpečný mafián, konkurent Marcela Masloviča, nepřítel Ivany Švehlové
- Kristína Farkašová jako Kristína Malevič, Maslovičova účetní, mají spolu dvojčata
- Martin „Pyco“ Rausch jako Iči, Imrův nejlepší kamarát ze Sološnice
- Alena Michalidesová jako Šimáčková
- Ludmila Trenklerová jako Janet
- Tomáš Palonder jako Tony
- Peter Kočiš jako Ján Blichár, syn Emila Blichára a Jany Nitschneiderové
- Jana Kolesárová jako Amy Blichárová, manželka Jána Blichára